# Marco Esposito (calciatore)
Marco Esposito (Massafra, 8 febbraio 1980) è un ex calciatore italiano, di ruolo difensore.

## Carriera
Comincia la carriera nel settore giovanile della Cedratese, successiva passa al Milan, e poi all Monza nel 1997. Seguono le esperienze nel Meda e nel Cittadella. Esordisce in Serie A nel 2003 con la maglia dell'Ancona, contro il Brescia di Roberto Baggio, alla fine del 2004 passa al Chievo Verona in serie A, ribattezzato dal ds Giovanni Sartori il nuovo Barzagli, gioca poco e nel 2005 passa al Bari, dove diventa un pilastro nella difesa della squadra che nella stagione 2008-2009, sotto la guida di Antonio Conte vince la Serie B con una cavalcata straordinaria.
Il 10 luglio 2009 passa in prestito al Mantova ancora in Serie B.
Dopo una breve esperienza al CSKA Sofia nella massima serie bulgara, partecipando anche all'Europa League, nel gennaio 2011 passa al Portogruaro in Serie B.
Nell'agosto 2011 passa al Pisa in Lega Pro Prima Divisione.
Nel settembre 2011 deve chiudere con il calcio perché a seguito di un'ischemia cardiaca viene riscontrato un problema congenito al cuore. Attualmente si aggiorna andando a vedere i migliori allenatori italiani e stranieri.

## Calcioscommesse
Coinvolto nello scandalo del calcioscommesse per alcune partite del Bari, il 1º agosto 2012 patteggia 3 mesi e 10 giorni di squalifica mentre il 4 luglio 2013 per un altro filone di indagini patteggiando ottiene una squalifica di 1 anno e 8 mesi da sommare a quella precedente.

## Palmarès

### Club
- Campionato italiano di Serie B: 1

Bari: 2008-2009